# Новоенисейский ЛХК
ЗАО «Новоенисейский лесохимический комплекс» (НЛХК) — одно из наиболее крупных лесопильно-деревообрабатывающих предприятий России.
Предприятие расположено в городе Лесосибирске Красноярского края, на берегу реки Енисей.
Основной профиль деятельности ЗАО «Новоенисейский ЛХК» — производство экспортных пиломатериалов, ДВП и МДФ.
Продукция производится из древесины ангарской сосны, лиственницы и ели.
В течение года комбинат производит до 500 000 кубических метров пиломатериалов, 20 000 000 квадратных метров древесно-волокнистых плит и до 50 000 тонн топливных гранул (пеллет). Также выпускает столярные изделия для строительства жилых и производственных помещений, товары народного потребления.
Генеральный директор ЗАО «Новоенисейский ЛХК» Мартин Херманссон.

## Производство

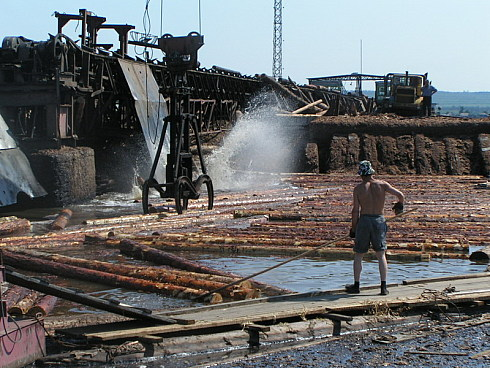
Производство 1

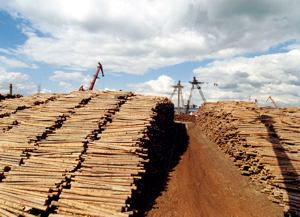

На сегодня коэффициент комплексного использования древесины составляет 95 %.
В связи с сокращением объёмов заготовок древесины леспромхозами с 1994 года Новоенисейский ЛХК начал заниматься лесозаготовками самостоятельно. Были приобретены машины для лесозаготовок и транспорт для перевозки круглого леса.

### Связи
Предприятие имеет партнёрские отношения с Ангарским ЛПХ, объём лесозаготовок которого составляет 200 тысяч кубометров в год для Новоенисейского ЛХК, Пашутинский ЛПХ — 170 тысяч кубометров, АО «Северолес» — 120 тысяч кубометров.
Для своих стабильных поставщиков леса комплекс закупает лесозаготовительную технику. Закупаются для леспромхозов-партнеров и горюче-смазочные материалы.

### Кадры, логистика
Кадровый состав комплекса — более 2300 человек. ЗАО «Новоенисейский ЛХК» поставляет свою продукцию с фирменным знаком «NE» во многие страны мира, в том числе Китай, Египет, Ливан, Германию и другие.
В настоящее время активно используются контейнерные перевозки. Помимо этого отгрузка товара ведется железнодорожным транспортном до Новороссийска и Санкт-Петербурга и далее морским транспортом до потребителя.

### Оценка
Деятельность ЗАО «Новоенисейский ЛХК» отмечена Почетным дипломом за выдающийся вклад в расширение внешних экономических связей Российской Федерации, развитие отечественного экспортного производства, за высокую профессиональную культуру и повышение международного авторитета российского участника внешнеэкономической деятельности.

## Продукция
- ДВП мокрого способа производства ГОСТ 4589-86
- ДВП сухого способа производства ТУ 133-31-07-07
- МДФ ТУ 5536-001-50325322-2006
- Топливные гранулы — Пеллеты
- Погонажные изделия
- Пиломатериал

## Технологии
Новоенисейский ЛХК располагает двумя комплексами сушки и пакетирования, где осуществляется сушка, окончательная обработка пиломатериалов, подготовка готовых пакетов и упаковка экспортной продукции.
Производственная мощность этих цехов составляет 450 тысяч кубометров в год. Используются сушильные камеры финской фирмы «Валмет», линии сортировки и пакетирования «План-Селл». Готовые транспортные пакеты вывозятся к местам хранения, в цех реализации пиломатериалов, который вмещает до 150 тысяч кубометров продукции. Там устанавливаются на подстопные места, накрываются крышами. В таких условиях временно хранится товар. Новоенисейский ЛХК имеет два цеха по производству древесно-волокнистой плиты. Один из них был построен в 1964 году и оснащен оборудованием шведской фирмы «Дефибратор».
1995 году был сдан в эксплуатацию второй цех по производству древесно-волокнистой плиты. Открытие этого цеха позволило вывести предприятие на новые рубежи развития: в обработку стали поступать отходы лесопиления и низкосортная древесина, что позволяет получать прибыль от их использования.
Завод ДВП2 оснащен оборудованием немецкой фирмы «Бизон-Верке». Производство древесно-волокнистой плиты мощностью 13 миллионов квадратных метров плиты толщиной 2,5 — 5,0 мм в год осуществляется здесь сухим способом по методу Менде. Однако за годы эксплуатации работниками предприятия удалось превысить проектную мощность цеха.
На сегодня экспорт ДВП достиг 80 % от всего объёма выпускаемой продукции.
На комплексе созданы вспомогательные подразделения, являющиеся технологическими звеньями предприятия. Из пиломатериалов ангарской сосны и лиственницы вырабатываются различные столярные изделия, которые находят применение при строительстве жилых домов, ремонтных работах, благоустройстве производственных помещений внутри комплекса.